# 七瀬亜希
七瀬 亜希（ななせ あき）はi-LIVE所属のIRIAMオリジナルライバーである。

## 人物
「あなたの心に七色の虹がかかりますように」をキャッチコピーとしている、2019年4月1日にVライバーデビューしたIRIAMオリジナルライバー。
ママ（作者）は烏豆で、Twitterの欄では「烏豆ママの第一子」と名乗っており、LINEスタンプも販売されている。
2020年3月にはローソンと提携して配信応援用のプリントを発表している他、2020年6月よりIRIAMに導入されたファンの数を可視化する「ファンバッジ」制度においては、2020年6月・7月にファンバッジ数1位を獲得し、初の「2ヶ月連続ファンバッジ数1位」を獲得している。
また、彼女のファンは「なないろ組」と呼ばれている。
本人のインタビューによれば、彼女は「自分たちの色の世界」をリスナーとともに作る側になることと、リスナーの悩みを聞くことで心の負担を減らすなどして「誰かの助け」になりたいと思ったことから、IRIAMのライバーになることを決心し、「IRIAMの公式サイトの動画に載れる」というイベントに初めて参加して2位を獲得している。

## 出演

### イベント
2019年
- 「ニコニコ超会議2019」内のイベント「IRIAM超バーチャル握手会」[8]
- 「わくわく！VTuberひろば Vol.3」（12/24日 第2部）[9]

## タイアップ・コラボレーション
2020年
- 和菓子屋 和泉屋 - 夏の期間限定コラボとしてくず餅バー購入時に琴葉めぐみ書き下ろしの七瀬亜希イラスト入りのオリジナル掛け紙をつけた[10]